# Fronteira Arménia–Geórgia
A fronteira entre Armênia e Geórgia é a linha que se estende por 164 km ao norte da Arménia, separando o país do território da Geórgia. Nas proximidades da fronteira ficam as cidades de Alaverdi (Armênia) e Bolnisi (Geórgia). Seus limites são duas fronteiras tríplices dos dois países com Turquia a oeste e com Azerbaijão a leste.
Esta fronteira entre dois países independentes data de 1991, quando, pela dissolução da União Soviética, ambos países adquiriram independência. A área do Cáucaso é bem conturbada, mas essa fronteira apresenta relativa estabilidade.
Em 1994, os dois países começaram a trabalhar na delimitação de suas fronteiras.  Há uma grande minoria armênia na Geórgia, concentrada especialmente na província fronteiriça de Mesquécia-Javaquécia, onde às vezes forma uma maioria prejudicada. No entanto, nem o governo armênio ou o georgiano pressionaram por uma retificação da antiga fronteira da era soviética entre ambos.